# اوبروگ
اوبروگ (به آلمانی: Oberweg) یک منطقهٔ مسکونی در اتریش است که در مورتال واقع شده‌است. اوبروگ ۳۴٫۲۵ کیلومتر مربع مساحت دارد ۷۶۰ متر بالاتر از سطح دریا واقع شده‌است.